# Mohammad Bagher Khorramschad
Mohammad Bagher Khorramschad (محمد باقر خرمشاد) ist ein iranischer Politiker. Er ist der Präsident der iranischen Organisation für Islamische Kultur und Beziehungen (ICRO). Er führte im November 2012 deren Delegation beim Treffen mit Papst Benedikt XVI. an.